# Вайнутское староство
Вайну́тское староство (лит. Vainuto seniūnija) — одно из 11 староств Шилутского района, Клайпедского уезда Литвы. Административный центр — местечко Вайнутас.

## География
Расположено на западе Литвы, в восточной части Шилутского района, недалеко от побережья Куршского залива. 
Граничит с Гардамским староством на северо-западе, Жемайчю-Науместским — на западе, Катичяйским — на юго-западе, Наткишкяйским староством Пагегяйского самоуправления — на юге, Жигайчяйским староством Таурагского района — на востоке, а также Тяняняйским и Паюрисским староствами Шилальского района — на севере.
По территории староства протекают следующие реки: Вейжукас, Жалтупис, Лаздуона, Эжеруона, Шака, Бальчя, Бамблинас, Крисла, Шишале, Галнуте, Ванагис, Шустис, Певупис, Нибрине, Бикава, Ожупис, Кусупис, Гирупис, Юра, Лоличя . Также на территории староства расположены водохранилища: Вайнутское (образуемое плотиной на реке Шишале в местечке Вайнутас) и Краулейдишкес (образуемое плотиной на реке Бальчя).

## Население
Вайнутское староство включает в себя местечко Вайнутас и 13 деревень.